# Kŭmgang-gun
Kŭmgang-gun (koreanska: 금강군, 금강) är en kommun i Nordkorea.   Den ligger i provinsen Kangwŏn-do, i den sydöstra delen av landet, 200 km öster om huvudstaden Pyongyang.